# Хіронака Хейсуке
Хейсуке Хіронака (9 квітня 1931 , Івакуні, префектура Ямаґучі )(англ. Heisuke Hironaka (яп. 広中 平祐; нар. 9 квітня 1931) — японський математик. Лауреат Філдсівської премії (1970)

## Життєпис
Після закінчення бакалаврату в Кіотському університеті здобув кандидатський ступінь у Гарвардському під керівництвом Оскара Зарицького.
Відзначився доведенням у 1964 році теореми, що особливості алгебраїчних многовидів допускають вирішення нульової характеристики. Це означає, що проективні многовиди можуть бути замінені (точніше біраціонально еквівалентні) на аналогічні многовиди, які не мають особливостей.
Хіронака протягом багатьох років був професором математики в Гарвардському університеті, але в наш час[коли?] живе в Японії. Він також є професором математики в Сеульському національному університеті в Південній Кореї Він є президентом університету творення, мистецтва, музики та соціальної роботи, приватного університету в Такасакі, Префектура Ґумма, Японія.
Одного разу він написав статтю під псевдонімом Кобаясі Ісса, відомого японського поета хайку. В результаті стала відома теорема Ісса в теорії функцій комплексної змінної.
Хіронака одружений з політиком Вакако Хіронака, у них двоє дітей.
Хіронака найбільш відомий завдяки своєму доведенню, що алгебричні многовиди над полем характеристики 0 допускають розв'язання особливостей. Це означає, що будь-який алгебричний многовид біраціонально еквівалентний алгебричному многовиду, який не має особливостей. Аналогічна теорема для многовидів над полем додатньої характеристики, станом на 2013 рік, залишається недоведеною. Також Хейсуке Хіронака запропонував названий на його честь приклад некелерової деформації келерова многовиду.

## Нагороди та визнання
- 1967: премія Асахі[en];
- 1969: член Американської академії мистецтв і наук[7]
- 1970: медаль Філдса[8];
- 1970: Japan Academy Prize[en];
- 1971: грант Ґуґґенгайма;
- 1975: орден Культури[en];
- 1981: почесний доктор Мадридського університету Комплутенсе;
- 1994: член Російської академії наук[9];
- 2004: орден Почесного легіону;

На честь математика названо астероїд 6978 Хіронака.

## Праці
- Formal functions and formal imbeddings / by Heisuke Hironaka and Hideyuki Matsumura (1967)
- On the characters {\displaystyle \nu } and {\displaystyle \tau } of singularities / by Heisuke Hironaka
- Introduction to the theory of infinitely near singular points / Heisuke Hironaka (1974)
- The theory of the maximal contact / José M. Aroca, Heisuke Hironaka and José L. Vicente (1975)
- Desingularization theorems / Jose M. Aroca, Heisuke Hironaka and Jose L. Vicente (1977)
- Geometric singularity theory / editors of the volume, Heisuke Hironaka, Stanisław Janeczko (2004)